# Karl Chelius
Karl Gustav Ludwig Robert Chelius (auch Carl Chelius, * 9. April 1857 in Langenschwalbach, heute Bad Schwalbach; † 5. Januar 1906 in Darmstadt) war ein deutscher Geologe.

## Leben
Karl Chelius war der Sohn des Bauinspektors Fritz Chelius und seiner Ehefrau Julia (geb. Schellenberg). Er studierte von 1877 bis 1882 in Gießen und später in Marburg, wo er auch Assistent am chemischen, später am mineralogisch-geologischen Kabinett war. 1882 promovierte er mit einer Arbeit über die Gesteine am Ostrand des Hessischen Schiefergebirges. Im Jahre 1888 wechselte er nach Darmstadt, wo er zuerst als Assistent an der Geologischen Landesanstalt des Grossherzogtums Hessen beschäftigt war, aber bereits 1890 auch als Privatdozent an der Technischen Hochschule wirkte. 1891 wurde er zum Landesgeologen an der Geologischen Landesanstalt ernannt, 1894 zum außerordentlichen Professor für Mineralogie; im Jahre 1900 wurde ihm als Vorstand des Salinen- und Bergamtes und der Badedirektion Bad Nauheim der Titel eines Bergrats, 1902 schließlich der eines Oberbergrats verliehen.
Chelius war seit 1884 mit Johanna Hesse aus Marburg verheiratet. Die Ehe blieb kinderlos.
Im Januar 1906 beendete Karl Chelius sein Leben durch Suizid.

## Wissenschaftliches Wirken
Chelius war an der geologischen Landesaufnahme des damaligen Großherzogtums Hessen im Bereich des Odenwaldes, zusammen mit seinem Kollegen Gustav Klemm, federführend beteiligt.

## Publikationen (Auswahl)
- Die Quarzite und Schiefer am Ostrand des rheinischen Schiefergebirgs und deren Umgebung. Dissertation. Marburg 1881.
- Geologischer Führer durch den Vogelsberg, seine Bäder und Mineralquellen. Verlag Emil Roth, Gießen 1905.
- Geologischer Führer durch den Odenwald. Verlag Hobbing&Büchle, Stuttgart 1905.
- Grundzüge der Bergbaukunde. Hillger, Berlin 1906.
- Geologische Karte von Hessen 1:25.000, Blatt Nr. 6219 Brensbach. Darmstadt 1897.
- Geologische Karte von Hessen 1:25.000, Blatt Nr. 6117 Darmstadt. Darmstadt 1891.